# گمینا اورونگسکو
گمینا اورونگسکو (به لهستانی:  Gmina Orońsko) یک گمینا در لهستان است که در شهرستان شدووویتس واقع شده‌است. گمینا اورونگسکو ۸۱٫۹۱ کیلومتر مربع مساحت و ۵٬۷۰۶ نفر جمعیت دارد.